# Orochelidon
Orochelidon là một chi chim trong họ Hirundinidae.